# Senegal op de Olympische Zomerspelen 1976
Senegal nam deel aan de Olympische Zomerspelen 1976 in Montréal, Canada. Senegal en Ivoorkust waren de enige twee Afrikaanse landen die de Spelen niet boycotten.

## Deelnemers en resultaten

### Atletiek
| Olympiër                                                                            | Discipline       | Resultaat | Prestatie                                          |
| ----------------------------------------------------------------------------------- | ---------------- | --------- | -------------------------------------------------- |
| Adama Fall                                                                          | 100m (m)         | 21e       | serie 7: 3de in 10,72 kwartfinale 3: 6de in 10,60  |
| Momar N'Dao                                                                         | 100m (m)         | 37e       | serie 8: 5de in 10,74                              |
| Barka Sy                                                                            | 100m (m)         | 44e       | serie 8: 5de in 10,81                              |
| Christian Dorosario                                                                 | 200m (m)         | 37e       | serie 4: 6de in 21,92                              |
| Barka Sy                                                                            | 200m (m)         | 34e       | serie 8: 5de in 21,54                              |
| Samba Dièye                                                                         | 400m (m)         | 33e       | serie 5: 6de in 47,98                              |
| Abdoulaye Sarr                                                                      | 110m horden (m)  | 18e       | serie 1: 7de in 14,20                              |
| Christian Dorosario Âdama Fal Jean-Pierre Mango Adrien N'Diaye Momar N'Dao Barka Sy | 4x100m (m)       | 12e       | serie 2: 4de in 40,40 halve finale 2: 6de in 40,37 |
| Papa Ibrahima Ba                                                                    | verspringen (m)  | 30e       | kwalificatie groep B: 14de met 6,96m               |
| Ibrahima Guèye                                                                      | discuswerpen (m) | 27e       | kwalificatie groep B: 13de met 52,82m              |
|                                                                                     |                  |           |                                                    |
| Marième Boye                                                                        | 400m (v)         | 33e       | serie 1: niet gestart                              |
| Marième Boye                                                                        | 800m (v)         | 33e       | serie 4: 7de in 2.09,32                            |
| Marième Boye                                                                        | 1500m (v)        | 36e       | serie 2: 9de in 4.44,64                            |
| Julie Gomis                                                                         | 100m horden (v)  | 20e       | serie 1: 6de in 14,57                              |

### Boksen
| Olympiër      | Discipline | Resultaat | Prestatie                                                  |
| ------------- | ---------- | --------- | ---------------------------------------------------------- |
| Mamadou Drame | +81kg (m)  | 9e        | 1ste ronde: vrij 2de ronde: V van CUB Stevenson: knock-out |

### Judo
| Olympiër        | Discipline      | Resultaat | Prestatie |
| --------------- | --------------- | --------- | --- |
| Papa M'Bengue   | -63kg (m)       | 18e       | 1ste ronde: V van PUR Ruiz: Moro-te |
| Lamine Wade     | -70kg (m)       | 13e       | 1ste ronde: vrij 2de ronde: V van AUS Van Hoek: Seoi-nage                                                                                               |
| Assane N'Doye   | -80kg (m)       | 19e       | 1ste ronde: vrij 2de ronde: V van BRA Tico: Tai-otoshi                                                                                                  |
| Abdoulaye Djiba | -93kg (m)       | 7e        | 1ste ronde: vrij 2de ronde: W van FRG Schnabel: Keikoku kwartfinale: V van URS Kharshiladze: O-soto-gari herkansingen: V van KOR Jo: Makura-kesa-gatame |
| Abdoulaye Kote  | +93kg (m)       | 7e        | 1ste ronde: W van LIE Schädler: O-soto-gari 2de ronde: V van FRG Neureuther: Ushiro-kesa-gatame herkansingen: V van MGL Jalaa: Kesa-gatame              |
| Abdoulaye Djiba | open klasse (m) | 16e       | 1ste ronde: V van FRG Neureuther: O-uchi-gari |

### Worstelen
| Olympiër       | Discipline  | Resultaat   | Prestatie |
| Vrije stijl    | Vrije stijl | Vrije stijl | Vrije stijl |
| -------------- | ----------- | ----------- | --- |
| Arona Mané     | -68kg (m)   | 22e         | 1ste ronde: V van GDR Probst: val 2de ronde: V van ARG Fiszman: val                                                                       |
| Ibrahim Diop   | -82kg (m)   | 11e         | 1ste ronde: W van PUR Villapol: gediskwalificeerd 2de ronde: V van TUR Uzun: gediskwalificeerd 3de ronde: V van POL Mazur: val            |
| Ambroise Sarr  | -90kg (m)   | 11e         | 1ste ronde: vrij 2de ronde: V van GBR Allan: val 3de ronde: V van CAN Paice: gediskwalificeerd                                            |
| Robert N'Diaye | -100kg (m)  | 14e         | 1ste ronde: V van ARG Verník: val 3de ronde: V van TCH Drozda: val                                                                        |
| Mamadou Sakho  | +100kg (m)  | 8e          | 1ste ronde: W van NOR Gundersen: 17-7 2de ronde: W van ARG Braconi: val 3de ronde: V van JPN Isogai: val 4de ronde: V van GDR Gehrke: val |
| Grieks-Romeins |             |             | |
| Arona Mané     | -68kg (m)   | 17e         | 1ste ronde: V van IRI Alizadeh Koldkeshi: val 2de ronde: V van FIN Yli-Isotalo: val                                                       |
| Ibrahim Diop   | -82kg (m)   | 11e         | 1ste ronde: V van TCH Janota: gediskwalificeerd                                                                                           |
| Ambroise Sarr  | -90kg (m)   | 13e         | 1ste ronde: V van USA Johnson: val 2de ronde: V van SWE Andersson: val                                                                    |
| Robert N'Diaye | -100kg (m)  | 14e         | 1ste ronde: V van HUN Farkas: val 3de ronde: V van ROU Martinescu: val                                                                    |
| Mamadou Sakho  | +100kg (m)  | 8e          | 1ste ronde: V van JPN Matsunaga: gediskwalificeerd 2de ronde: V van BUL Tomov: val                                                        |

Amerikaanse Maagdeneilanden · Andorra · Antigua en Barbuda · Argentinië · Australië · Bahama's · Barbados · België · Belize · Bermuda · Bolivia · Bondsrepubliek Duitsland · Brazilië · Bulgarije · Canada · Chili · Colombia · Costa Rica · Cuba · Denemarken · Dominicaanse Republiek · Duitse Democratische Republiek · Ecuador · Egypte · Fiji · Filipijnen · Finland · Frankrijk · Griekenland · Groot-Brittannië · Guatemala · Haïti · Honduras · Hongarije · Hongkong · Ierland · IJsland · India · Indonesië · Iran · Israël · Italië · Ivoorkust · Jamaica · Japan · Joegoslavië · Kaaimaneilanden · Kameroen · Koeweit · Libanon · Liechtenstein · Luxemburg · Maleisië · Marokko · Mexico · Monaco · Mongolië · Nederland · Nederlandse Antillen · Nepal · Nicaragua · Nieuw-Zeeland · Noord-Korea · Noorwegen · Oostenrijk · Pakistan · Panama · Papoea-Nieuw-Guinea · Paraguay · Peru · Polen · Portugal · Puerto Rico · Roemenië · San Marino · Saoedi-Arabië · Senegal · Singapore · Sovjet-Unie · Spanje · Suriname · Thailand · Trinidad en Tobago · Tsjecho-Slowakije · Tunesië · Turkije · Uruguay · Venezuela · Verenigde Staten · Zuid-Korea · Zweden · Zwitserland